# Samsung Galaxy Tab S8
Samsung Galaxy Tab S8は、三星電子が設計、開発、販売するAndroid基盤のタブレット。 
2022年2月9日、三星電子のギャラクシーアンパックイベントで公開され、ギャラクシータブS7シリーズの後継製品としての役割を果たした。